# 涙そうそう この愛に生きて
『涙そうそう この愛に生きて』（なだそうそう このあいにいきて）は、2005年10月9日にTBS系列で放送されたテレビドラマ。TBS開局50周年記念企画「涙そうそうプロジェクト」のドラマ化第二弾番組でもある。
正式なタイトルは『橋田壽賀子ドラマ涙そうそう この愛に生きて』。愛を支えに女手ひとつで娘を育て、懸命に生きた主人公とその娘・孫の三世代を描いたドラマ。視聴者から寄せられた心温まる手紙をもとに橋田壽賀子が脚本を書き下ろした。

## キャスト
- 現代
  - 小田志津：黒木瞳
  - 小田未来（みき）：上戸彩
  - 小田貴子：賀来千香子
  - 小田浩：三浦友和
  - 小田司：勝地涼
  - 村上蕗子：角替和枝
  - 村上直人：中丸新将
  - 警察官・宮部：梨本謙次郎

- 過去
  - 松野貴志：平岳大
  - 澤井久作：井川比佐志
  - タミ：久本雅美
  - 登志子：鈴木砂羽
  - 松野の花嫁：斉木のか
  - 小田貴子（幼少期）：味野和明日架
  - 小田庄助：伊東四朗
  - 小田トキ：いしだあゆみ
  - 西川勇：西田敏行
  - 春野邦枝：泉ピン子

## スタッフ
- 脚本：橋田壽賀子
- 主題歌：「涙そうそう」
  - 作詞・歌：森山良子
  - 曲：BEGIN
- プロデューサー：八木康夫、那須田淳
- 演出：清弘誠